# 異長鱸
異長鱸，為輻鰭魚綱鱸形目鱸亞目鮨科的其中一種，分布於中西大西洋的古巴海域，為底棲性魚類，屬肉食性，生活習性不明。

## 擴展閱讀
- 異長鱸的图片 （页面存档备份，存于）